# Hagop Hagopian
Pour les articles homonymes, voir Hagopian.
 (août 2013).
Si vous disposez d'ouvrages ou d'articles de référence ou si vous connaissez des sites web de qualité traitant du thème abordé ici, merci de compléter l'article en donnant les références utiles à sa vérifiabilité et en les liant à la section « Notes et références ».
Hagop Hagopian (ou Agop Agopian), né en 1951 (?) et mort le 28 avril 1988, est un des fondateurs et le principal chef de l'Armée secrète arménienne de libération de l'Arménie (ASALA).

## Biographie
Né à Mossoul en Irak sous le nom de Harutiun Takoshian, il prend le nom de guerre d'Hagop Hagopian et part pour le Liban où il rejoint alors le Front populaire de libération de la Palestine.
En 1975, en compagnie de James Karnusian et de l'écrivain Kevork Ajemian et avec le soutien de groupes palestiniens, il fonde à Beyrouth l'ASALA. En tant que leader de l'ASALA il a dirigé des attaques visant les diplomates turcs ainsi que leurs familles dans de nombreux pays (principalement en Europe).
Après l'invasion du Liban par Israël en 1982, il fuit le pays et implante ses nouveaux quartiers généraux à Damas et Athènes. Il rompt avec l'OLP la même année qui avait donné à l'ASALA une formation à la guérilla et un soutien logistique et se rapproche d'Abou Nidal qui prône une action plus radicale que Yasser Arafat.
Hagopian est recherché par la France pour avoir fomenté un attentat à l’aéroport d'Orly en Juillet 1983. Cette attaque crée une scission au sein du mouvement et un groupe mené par Monte Melkonian qui dénonce la « dérive meurtrière » d'Hagopian. Les militants pro-Hagopian se situant en Grèce et dans le Moyen-Orient. Dans la foulée de la scission Hagopian fait assassiner deux lieutenants de Melkonian pour venger la mort de deux de ses proches tués par ceux-ci.
Selon une source anonyme américaine rapportée par le Washington Post, à la fin des années 1980 l'ASALA était devenu un groupe de mercenaires et avait de grosses difficultés financières, Hagopian étant alors devenu un « tueur à gages ».

## Assassinat
Hagopian a été assassiné en dehors de chez lui dans le quartier de Palaio Faliro, une banlieue d'Athènes, dans l'après-midi du 28 avril 1988. Alors qu'il était en train d'attendre un taxi pour l'aéroport, il devait s'envoler pour Belgrade. Il était accompagné de sa belle-sœur, qui n'a pas été touchée.
Un officier de police grec a expliqué que deux hommes armés attendaient Hagopian qui sortait alors de son appartement avec ses valises. L'un des deux hommes a alors commencé à tirer avec un fusil de chasse au canon scié touchant Hagopian à la poitrine et au coude. Voyant Hagopian fuir, il se serait rapproché de lui et lui aurait tiré deux fois dessus à bout portant, le touchant à la tête et à la poitrine. Les deux hommes ont ensuite pris la fuite dans une voiture qui était garée de l'autre côté de la rue.
La victime a en premier lieu été identifiée comme Abdul Mohammed Kasim, 39 ans, venant du Yémen du Sud, comme il était marqué sur son passeport diplomatique, qu'il portait sur lui. Plus tard, quand Janice sa femme a été interrogée, il s'est avéré qu'il utilisait de nombreux faux passeports et l'homme assassiné fut identifié comme étant Hagop Hagopian, qui vivait depuis un an à Athènes sous la fausse identité de Henri Titizian, voyageant souvent avec le faux passeport yéménite. L'ambassade sud-yéménite a nié avoir eu connaissance de l'identité réelle de Hagopian. Les autorités grecques ont également déclaré qu'elles n'étaient pas au courant de la véritable identité de la victime.
Personne n'a revendiqué l'assassinat, mais d'après des sources turques, il a été mené par un commando des services de renseignement turcs (MİT) commandé par Mete Günyol. Le gouvernement turc a nié avoir participé à l'assassinat en déclarant : « Le terrorisme d'État n'est pas notre manière d'agir ». Le Washington Post a cité une source de la CIA disant : « Il est difficile de savoir qui l'a tué, il n'était pas une personne aimée, beaucoup de gens lui en voulaient. » Un rapport plus récent accuse Abdullah Çatlı de l'assasinat, ce dernier étant membre des Loups Gris et du MİT.
Le corps d'Hagopian a été transféré en Irak et enterré à Mossoul. Il est alors révélé que le vrai nom d'Hagopian est Haritoun Takoshian et que ses parents, Macardich et Siranoush Takoshian, vivent toujours à Mossoul. Avant, la police française pensait que son vrai nom était Bedros Hovanissian.
La romancière Nancy Kricorian dans son livre Dreams of Bread and Fire parle d'Hagop Hagopian comme du « Big boss » de l'ASALA.